# Sobór Odnowienia Świątyni Zmartwychwstania Pańskiego w Jerozolimie w Tutajewie
Sobór Odnowienia Świątyni Zmartwychwstania Pańskiego w Jerozolimie – prawosławny sobór w Tutajewie, w dekanacie romanowsko-borysoglebskim eparchii rybińskiej Rosyjskiego Kościoła Prawosławnego.
Sobór znajduje się na szerokim szczycie wzgórza na terenie Borisoglebska – jednej z dwóch historycznych części miasta, młodszej, położonej na prawym brzegu Wołgi. Zaliczany jest do najważniejszych i najpiękniejszych zabytków architektury sakralnej regionu jarosławskiego XVII w.

## Historia
Początkowo na miejscu soboru znajdowała się pięciokopułowa cerkiew Świętych Borysa i Gleba kryta dachem hełmowym. Przed 1652 r. zastąpiono ją murowaną cerkwią Smoleńskiej Ikony Matki Bożej (z bocznymi ołtarzami św. Haralambiusza i św. Jana Chrzciciela). Już w 1670 r. świątynia była w na tyle złym stanie technicznym, że kupcy Kotłowanow i Siedunowowie oraz starosta Małoduszkin postanowili dokonać jej znaczącej przebudowy: rozebrać dach hełmowy i nadbudować drugą kondygnację z nową, górną cerkwią. Plan ten zaaprobował metropolita rostowski Jonasz. Projekt opracowany przez fundatorów został jeszcze rozszerzony przez zaproszonych do prac przy cerkwi budowniczych z Jarosławia. W rezultacie powstała budowla, która stała się główną dominantą zabudowy Borisoglebska. Na górnym poziomie umieszczono górną cerkiew Odnowienia Świątyni Zmartwychwstania Pańskiego w Jerozolimie z bocznymi ołtarzami Świętych Piotra i Pawła, Świętych Borysa i Gleba oraz św. Mikołaja. Zgrupowanie w jednym soborze siedmiu ołtarzy pociągnęło za sobą rozbiórkę mniejszych drewnianych cerkwi w Borisoglebsku i przeniesienie ich wyposażenia do nowej budowli sakralnej.
W latach 1679–1680 dekorację malarską w świątyni wykonali ikonografowie z Jarosławia. Ikonostas w soborze pochodzi natomiast z początku XVIII w.
W okresie radzieckim sobór był nieprzerwanie czynny.

## Architektura
Sobór jest budowlą dwupoziomową, otoczoną galerią z dwoma gankami. Jej niższa kondygnacja składa się z rzędu szerokich arkad, podczas gdy wyższą skomponowano w formie łańcucha półkolistych okien o bogatych obramowaniach, z półkolumnami wypełniającymi przestrzenie między nimi. Podobnie bogato zdobiona jest również główna bryła cerkwi, z oknami o obramowaniach w kształcie grzebieni zachodzącymi na obiegający całą budowlę fryz. Między oknami znajdują się półkolumny wyrzeźbione w taki sposób, by stworzyły efekt ich „zwisania” z fryzu. Bardziej masywne półkolumny usytuowane są w narożnikach świątyni, zwiększając wrażenie jej monumentalizmu. Pierwotnie powyżej fryzu, a poniżej poziomu dachu znajdowały się freski. Całość wieńczy pięć cebulastych kopuł usadowionych na wysokich bębnach.
Terytorium soboru otacza kamienny mur z bramą wjazdową, na której usytuowana jest dzwonnica, ukończona w XVIII w. Znajduje się ona w południowej części terenu cerkwi.
Pod względem bogactwa wystroju wnętrza sobór zalicza się do najwspanialszych zabytków regionu, obok cerkwi św. Eliasza w Jarosławiu i cerkwi św. Jana Chrzciciela w Jarosławiu-Tołczkowie. Na wyposażeniu świątyni pozostaje największa w Rosji, trzymetrowa ikona Chrystusa, która mogła zostać napisana nawet w XV w. Galerie zostały ozdobione freskami o tematyce starotestamentowej. Na ścianie południowej ukazano Adama i Ewę w Raju, w otoczeniu zwierząt, na tle idyllicznego krajobrazu. Na ścianie północnej znajduje się kompozycja przedstawiająca wyrzucenie proroka Jonasza do morza. Na ścianie zachodniej ukazano potop i budowę Arki Noego, na wschodniej – budowanie Wieży Babel. Między większymi scenami biblijnymi przedstawiono mniejsze kompozycje (postać św. Eulogiusza, chrzest Włodzimierza Wielkiego). 
We wnętrzu soboru znajdują się freski ze scenami z Ewangelii oraz, na ścianie zachodniej, ogromna kompozycja Sądu Ostatecznego, zaliczana do najefektowniejszych realizacji tego tematu w XVII-wiecznej sztuce Rosji. Większości fresków towarzyszą napisy wyjaśniające – cytaty z Pisma Świętego lub fragmenty wierszy Symeona Połockiego.